# Ploceus tricolor
El tejedor tricolor (Ploceus tricolor) es una especie de ave paseriforme de la familia Ploceidae. Está ampliamente distribuido en África al sur del Sahara, encontrándose desde Sierra Leona al sureste de Guinea, Camerún, Gabón y el norte de Angola, y desde el norte de República Democrática del Congo al oeste de Uganda, Kenia y el suroeste de Sudán.

## Subespecies
Se reconocen las siguientes subespecies:
- Ploceus tricolor tricolor
- Ploceus tricolor interscapularis